# Christian Hauser (Fußballspieler, 1976)
Christian Hauser (* 13. Januar 1976 in Gera) ist ein ehemaliger deutscher Fußballspieler.

## Karriere
Seine Karriere begann Christian Hauser bei der BSG Metall Gera. 1987 wurde er von der BSG Wismut Gera an die Kinder- und Jugendsportschule nach Jena delegiert und spielte dort in der Jugend des FC Carl Zeiss Jena. In der Saison 1995/96 rückte er in den Kader der ersten Mannschaft auf, die damals in der 2. Fußball-Bundesliga spielte. Am vorletzten Spieltag der Saison gab er sein Zweitligadebüt mit einer Einwechslung beim Auswärtsspiel gegen den VfB Lübeck. Bis 2002 bestritt er insgesamt 175 Pflichtspiele (20 Tore) für Jena, darunter 33 Spiele (2 Tore) in der zweiten Bundesliga. 1998 stieg Hauser mit Jena in die Regionalliga, 2001 in die NOFV-Oberliga ab.
Nach zwei Jahren bei den Amateuren des FC Bayern München (2002–2004) wechselte er in die zweite Liga zu Dynamo Dresden. In der Saison 2008/09 spielt er beim 1. FC Gera 03 in der NOFV-Oberliga Süd. Am 20. Mai 2009 gab er bekannt, ab Juli 2009 zum FC Carl Zeiss Jena zurückzukehren, wo er in der Folge für die zweite Mannschaft spielte. Im Sommer 2010 wechselte er zum FSV Zwickau, wo er im Juni 2012 seine Karriere beendete.

## Sonstiges
Er ist verheiratet und Vater zweier Kinder.

## Erfolge
- Thüringenpokalsieger 1999
- Sachsenpokalsieger 2007